# Pelecopsis albifrons
Pelecopsis albifrons là một loài nhện trong họ Linyphiidae.
Loài này thuộc chi Pelecopsis. Pelecopsis albifrons được Herman Theodor Holm miêu tả năm 1979.